# Minimes - Théâtres Romains (funiculaire de Lyon)
Minimes - Théâtres Romains est une station de funiculaire française de la ligne F1 du funiculaire de Lyon, couramment appelée « Funiculaire de Saint-Just », située sous la place des Minimes à l'angle avec la rue de l'Antiquaille, dans le quartier des Minimes dans le 5e arrondissement de Lyon, préfecture de la région Auvergne-Rhône-Alpes.
Elle est mise en service en 1878, lors de l'ouverture à l'exploitation de la ligne F1 dont elle constitue depuis lors la gare intermédiaire

## Situation ferroviaire
La station Minimes - Théâtres Romains est située sur la ligne 1 du funiculaire de Lyon, qui relie la station Vieux Lyon - Cathédrale Saint-Jean à la station Saint-Just.

## Histoire
La station « Minimes - Théâtres Romains » est mise en service le 8 août 1878, lors de l'ouverture officielle de l'exploitation du funiculaire de Saint-Just.
Cette station a très peu changé d'aspect depuis son ouverture malgré les modernisations successives des infrastructures de la ligne. Elle est constituée de deux voies encadrant deux quais, car elle est située sur l'évitement de la ligne. Il n'y a pas de personnel, des automates permettent l'achat et d'autres le compostage des billets. Elle est construite dans une tranchée ouverte de 26 mètres de long.
Outre la différence de pente entre les deux stations qui est particulièrement visible depuis les quais, la station compte une autre particularité due à la conception inhérente des funiculaires : chaque rame de funiculaire étant tirée par un câble qui suit un rail précis, la destination est alternée pour une voie donnée. Un afficheur digital indique si la rame arrivant monte vers Saint-Just ou descend vers Vieux Lyon - Cathédrale Saint-Jean.
En 2005, elle est équipée d'un ascenseur pour les personnes à mobilité réduite mais sur un seul des deux quais pour des raisons de place ce qui, couplée à l'alternance de la destination expliquée ci-dessus, double le temps d'attente pour une personne à mobilité réduite. Le 7 février 2006, des portillons d'accès sont installés dans l'entrée de la station.

## Service des voyageurs

### Accueil
La station compte un seul accès à l'angle de la place des Minimes et de la rue de l'Antiquaille qui donne accès aux quais. Elle dispose de distributeur automatique de titres de transport et de valideurs couplés avec les portillons d'accès.

### Desserte
Minimes - Théâtres Romains est desservie par toutes les circulations de la ligne.

### Intermodalité
Il n'y a pas de correspondance possible, l'arrêt de bus à proximité n'étant utilisé que pour les navettes de remplacement en autobus en cas d'interruption du service du funiculaire.
Outre les rues et places avoisinantes, elle permet de rejoindre à pied différents sites, notamment : le théâtre antique, l'Odéon antique, le sanctuaire de Cybèle, le musée gallo-romain de Fourvière, l'église Saint-Just, le lycée de Saint-Just, le collège Jean-Moulin, le site de l'Antiquaille et le jardin des Curiosités.